# فرودگاه الک پوینت
فرودگاه الک پوینت (به انگلیسی: Elk Point Airport) یک فرودگاه همگانی است که یک باند فرود آسفالت دارد و طول باند آن ۱۳۶۹ متر است. این فرودگاه در کشور کانادا قرار دارد و در ارتفاع ۶۰۴ متری از سطح دریا واقع شده است.